# Ludwik Barszczewski
Ludwik Barszczewski (ur. 13 stycznia 1919 w Wilnie, zm. 2 listopada 2002 w Warszawie) – polski koszykarz, mistrz i reprezentant Polski.

## Kariera sportowa
Po II wojnie światowej zamieszkał w Łodzi i został zawodnikiem tamtejszej YMCA. W 1948 został mistrzem, a w 1949 wicemistrzem Polski w barwach tego klubu. Po likwidacji drużyny w 1949 został zawodnikiem Włókniarza Łódź (późniejszego ŁKS Łódź) i występował w nim do 1951. W latach 1947–1949 wystąpił 17 razy w reprezentacji Polski seniorów, m.in. zagrał na mistrzostwach Europy w 1947, zajmując z drużyną 6. miejsce.
Został pochowany na cmentarzu komunalnym Północnym w Warszawie (kwatera W-XII-6, rząd 9, miejsce 9).